# Fossnes
Fossnes este o localitate din comuna Stokke, provincia Vestfold, Norvegia, cu o suprafață de 0,35 km² și o populație de 549 locuitori (2013).